# Paula Barbosa
Paula Barbosa de Bernardo (São Paulo, 22 de agosto de 1986) é uma atriz e cantora brasileira.
Paula Barbosa de Bernardo nasceu na cidade de São Paulo, sendo filha da escritora de novelas Edilene Barbosa, sobrinha de Edmara Barbosa e neta do autor Benedito Ruy Barbosa. É formada pela Escola Superior de Artes Célia Helena.

## Filmografia

### Televisão
| Ano  | Título                  | Papel                           | Nota        |
| ---- | ----------------------- | ------------------------------- | ----------- |
| 2009 | Paraíso                 | Edith                           |             |
| 2012 | Amor Eterno Amor        | Débora                          |             |
| 2014 | Meu Pedacinho de Chão   | Regina Falcão Napoleão (Gina)   |             |
| 2014 | Super Chef Celebridades | Participante (2° lugar)         | Temporada 3 |
| 2015 | I Love Paraisópolis     | Olga                            |             |
| 2022 | Pantanal                | Josefa Aparecida Leôncio (Zefa) |             |

## Prêmios e indicações
| Ano  | Prêmio                   | Categoria              | Trabalho              | Resultado | Ref    |
| ---- | ------------------------ | ---------------------- | --------------------- | --------- | ------ |
| 2009 | Prêmio Qualidade Brasil  | Melhor Atriz Revelação | Paraíso               | Indicado  | [ 9 ]  |
| 2014 | Melhores do Ano          | Melhor Atriz Revelação | Meu Pedacinho de Chão | Indicado  | [ 10 ] |
| 2014 | Prêmio Extra de TV       | Melhor Revelação       | Meu Pedacinho de Chão | Indicado  | [ 11 ] |
| 2014 | Prêmio Contigo           | Revelação da TV        | Meu Pedacinho de Chão | Indicado  | [ 12 ] |
| 2014 | Prêmio Quem de Televisão | Melhor Revelação       | Meu Pedacinho de Chão | Indicado  | [ 13 ] |